# Burg Geilenkirchen
Die Burg Geilenkirchen ist eine abgegangene Wasserburg links der Wurm in der Stadt Geilenkirchen im Kreis Heinsberg in Nordrhein-Westfalen.
Die Burg wurde im 12. Jahrhundert von den Grafen von Heinsberg zur Sicherung der Furt der Wurm an der Römerstraße Aachen-Roermond erbaut.
Heute sind die Reste der Burg nach ihrer Zerstörung 1945 in das Bischöfliche Gymnasium St. Ursula integriert.